# Episodi di Grace and Frankie (quinta stagione)
La quinta stagione della serie televisiva Grace and Frankie, composta da 13 episodi, è stata interamente pubblicata dal servizio on demand Netflix il 18 gennaio 2019, anche in Italia.
| n° | Titolo originale | Titolo italiano      | Pubblicazione USA | Pubblicazione Italia |
| -- | ---------------- | -------------------- | ----------------- | -------------------- |
| 1  | The House        | La casa              | 18 gennaio 2019   | 18 gennaio 2019      |
| 2  | The Squat        | L'occupazione        | 18 gennaio 2019   | 18 gennaio 2019      |
| 3  | The Aide         | L'infermiere         | 18 gennaio 2019   | 18 gennaio 2019      |
| 4  | The Crosswalk    | Il semaforo          | 18 gennaio 2019   | 18 gennaio 2019      |
| 5  | The Pharmacy     | La farmacia          | 18 gennaio 2019   | 18 gennaio 2019      |
| 6  | The Retreat      | Il ritiro spirituale | 18 gennaio 2019   | 18 gennaio 2019      |
| 7  | The Tremor       | Il tremore           | 18 gennaio 2019   | 18 gennaio 2019      |
| 8  | The Ceremony     | La cerimonia         | 18 gennaio 2019   | 18 gennaio 2019      |
| 9  | The Website      | Il sito              | 18 gennaio 2019   | 18 gennaio 2019      |
| 10 | The Highs        | Le canne             | 18 gennaio 2019   | 18 gennaio 2019      |
| 11 | The Video        | Il video             | 18 gennaio 2019   | 18 gennaio 2019      |
| 12 | The Wedding      | Il matrimonio        | 18 gennaio 2019   | 18 gennaio 2019      |
| 13 | The Alternative  | L'alternativa        | 18 gennaio 2019   | 18 gennaio 2019      |